# Нечіпайло Віктор Тимофійович
Віктор Тимофійович Нечіпайло (нар. 1 травня 1926, Борислав, Львівське воєводство, Польська Республіка) — радянський оперний співак (бас-баритон), Заслужений артист РРФСР (1961).

## Життєпис
Віктор Нечіпайло народився 1 травня 1926 року в Бориславі, Львівське воєводство, Польська Республіка у сім'ї слюсаря. 
Навчався по класу скрипки в музичній школі міста Миколаєві.
Під час німецько-радянської війни служив в ансамблі Балтійського флоту, де виступав як співак, брав уроки у керівника ансамблю М. Красовського. 
У 1945-1946 роках навчався в Таллінській консерваторії. 
У 1948-1952 роках Віктор Нечіпайло соліст Ленінградської Академічної капели імені М. Глінки.
З 1952 року Віктор Нечіпайло стажист, а у 1953-1975 роках — соліст Большого театру.

## Нагороди, премії та звання
- 1944 — Медаль «За відвагу».
- 1957 — 1-я премія VI Всесвітнього фестивалю молоді та студентів у Москві.
- 1961 — Заслужений артист РРФСР.

## Творчість
Репертуар Віктора Нечіпайла налічував понад 20 партій.

### Вибрані оперні партії
- Руслан — «Руслан і Людмила» М.Глінки
- Зарецький/Гремін — «Євгеній Онєгін» П.Чайковського
- Томський — «Винова краля» П.Чайковського
- Борис Годунов/Пімен — «Борис Годунов» М.Мусоргського
- Шакловитий — «Хованщина» М.Мусоргського
- князь Ігор — «Князь Ігор» О.Бородіна
- Брудної — «Царева наречена» М.Римського-Корсакова
- Федір Поярок — «Сказання про невидимий град Кітеж та діву Февронію» М.Римського-Корсакова
- Токмаков — «Псков'янка» М.Римського-Корсакова
- Ланчотто Малатеста — «Франческа да Ріміні» С.Рахманінова
- Соколов — «Доля людини» І.Дзержинського
- Балага — «Війна і мир» С.Прокоф'єва
- Василь Васильович — «Повість про справжню людину» С.Прокоф'єва
- Андрій — «Жовтень» В. Мураделі
- Микола Перший — «Декабристи» Ю.Шапоріна
- Прохор — «Микита Вершинін» Д.Кабалевського
- Вєсовщіков — «Мати» Т.Хрєннікова
- Фернандо — «Фіделіо» Л.Бетговена
- Барон — «Травіата» Д. Верді
- Амонасро — «Аїда» Д. Верді
- Фальстаф — «Фальстаф» Д. Верді
- Ендре Другий — «Банк-бан» Ф.Еркеля

### Ролі у кіно
- 1959 — «Хованщина» — ватажок прийшлих людей
- 1960 — «Пікова дама» — Томський — вокал
- 1974 — «Сер Джон Фальстаф» (фільм-спектакль) — вокал